# Argyrodes borbonicus
Argyrodes borbonicus är en spindelart som beskrevs av Lopez 1990. Argyrodes borbonicus ingår i släktet Argyrodes och familjen klotspindlar.
Artens utbredningsområde är Réunion. Inga underarter finns listade i Catalogue of Life.